# 58-а армия (СССР)
 Тази статия е за армията на СССР.  За армията на Русия вижте 58-а армия (Русия).  
58-а армия е оперативно войсково съединение на Въоръжените сили на СССР от Втората световна война, сформирана и разформирована 3 пъти.

## История
Първо формирование
По време на Великата Отечествена война армията е създадена в Сибирския военен окръг на 10 ноември 1941 година с непосредствено подчинение на Ставката на Върховното главнокомандване. В нейния състав влизат 6 дивизии: 5 стрелкови и кавалерийска. Участва в оборудване на отбранителен рубеж между езерата Онежко и Бяло (Белое) в Архангелска област. Под това име тя просъществува до май 1942 г., когато е преобразувана в 3-та танкова армия.
Второ формирование
Отново е формирана 58-а армия на 25 юни 1942 година, в състава на Калинински фронт, като включва 3 дивизии (гвардейска и 2 стрелкови) и 2 танкови бригади. Не участва в бойни действия. През август 1942 година е разформирована и на нейна основа е сформирана 39-а армия.
Трето формирование
На 30 август 1942 г. 58-а армия е сформирана отново, в състава на Кавказкия фронт, на базата на 24-та армия, за защита на Махачкала и Грозни. Включва 4 дивизии, 3 стрекови и дивизия на НКВД), както и стрелкова бригада. В състава на Северно-кавказкия фронт участва през ноември 1943 г. в Керчската операция. От септември 1943 г. е в резерва на Ставката, разформирована е през ноември същата година.